# Sặt Ba Vì
Sặt Ba Vì (danh pháp: Arundinaria baviensis) là một loài thực vật có hoa trong họ Hòa thảo. Loài này được Balansa miêu tả khoa học đầu tiên năm 1890.